# Waiting to Exhale: Original Soundtrack Album
Waiting to Exhale: Original Soundtrack Album là album nhạc phim của bộ phim cùng tên, phát hành ngày 14 tháng 11 năm 1995 bởi Arista Records. Toàn bộ bài hát mới trong album được sáng tác và sản xuất bởi Babyface, với sự tham gia của những nghệ sĩ R&B nổi tiếng nhất ngành công nghiệp âm nhạc lúc bấy giờ, bao gồm Whitney Houston, Toni Braxton, TLC, Brandy, Aretha Franklin, Chaka Khan, Faith Evans, Patti LaBelle, SWV và Mary J. Blige. Ngoài tham gia thủ vai chính trong bộ phim và thể hiện ba bản nhạc phim, Houston cũng đóng vai trò điều hành sản xuất album với cộng tác viên lâu năm Clive Davis. Ban đầu, Babyface muốn nữ ca sĩ thu âm toàn bộ Waiting to Exhale sau thành công bùng nổ của nhạc phim The Bodyguard (1992), nhưng cô đã từ chối. Thay vào đó, Houston "muốn đây sẽ là một album của những người phụ nữ có giọng hát đặc biệt" và mong muốn tập hợp một số nghệ sĩ nữ người Mỹ gốc Phi cho nhạc phim, để phù hợp với thông điệp của bộ phim về những người phụ nữ da màu mạnh mẽ.
Sau khi phát hành, Waiting to Exhale nhận được những phản ứng tích cực từ các nhà phê bình âm nhạc, trong đó họ đánh giá cao khả năng sáng tác và sản xuất của Babyface. Album cũng nhận được 11 đề cử giải Grammy tại lễ trao giải thường niên lần thứ 42, bao gồm Album của năm và Bài hát của năm cho "Exhale (Shoop Shoop)", và chiến thắng tại giải thưởng Âm nhạc Mỹ năm 1997 cho Nhạc phim được yêu thích. Album cũng gặt hái nhiều thành công về mặt thương mại, lọt vào top 20 ở nhiều thị trường lớn, bao gồm vươn đến top 10 ở Úc, Canada, Đan Mạch, Tây Ban Nha và Vương quốc Anh. Waiting to Exhale trải qua năm tuần liên tiếp ở vị trí số một trên bảng xếp hạng Billboard 200 và 10 tuần không liên tiếp trên bảng xếp hạng Top R&B/Hip-Hop Albums tại Hoa Kỳ, cũng như trở thành nhạc phim bán chạy nhất năm 1996 tại đây. Album sau đó được chứng nhận đĩa bảy đĩa Bạch kim bởi Hiệp hội Công nghiệp Ghi âm Hoa Kỳ (RIAA) và đã bán được hơn 12 triệu bản trên toàn cầu.
Bảy đĩa đơn đã được phát hành từ Waiting to Exhale. Đĩa đơn đầu tiên "Exhale (Shoop Shoop)" trở thành đĩa đơn thứ ba trong lịch sử ra mắt ở vị trí số một trên bảng xếp hạng Billboard Hot 100, và chiến thắng một giải Grammy cho Bài hát R&B xuất sắc nhất. "Let It Flow" cũng đạt ngôi vị quán quân tại Hoa Kỳ, trong khi "Sittin' Up in My Room", "Not Gon' Cry" và "Count on Me" đều lọt vào top 10. Ba đĩa đơn đầu tiên từ Waiting to Exhale cũng giúp album lập kỷ lục là nhạc phim đầu tiên sở hữu ba đĩa đơn đều xuất hiện trong top 10 ở cùng thời điểm. Ngoài ra, tất cả những đĩa đơn của album đều rất thành công trên bảng xếp hạng Billboard Hot R&B/Hip-Hop Songs, với ba đĩa đơn đạt vị trí số một. Thành công của Waiting to Exhale giúp Babyface chiến thắng giải Grammy ở hạng mục Nhà sản xuất của năm, Bán cổ điển và góp phần vào 12 đề cử của ông tại giải Grammy lần thứ 39, qua đó ngang bằng thành tích với Michael Jackson cho Nghệ sĩ được đề cử nhiều nhất trong một đêm.

## Danh sách bài hát
Tất cả các ca khúc được viết bởi và sản xuất bởi Babyface, ngoại trừ một số ghi chú..
| STT | Nhan đề                        | Sáng tác                                   | Thể hiện                       | Thời lượng |
| --- | ------------------------------ | ------------------------------------------ | ------------------------------ | ---------- |
| 1.  | "Exhale (Shoop Shoop)"         |                                            | Whitney Houston                | 3:24       |
| 2.  | "Why Does It Hurt So Bad"      |                                            | Whitney Houston                | 4:37       |
| 3.  | "Let It Flow"                  |                                            | Toni Braxton                   | 4:27       |
| 4.  | "It Hurts Like Hell"           |                                            | Aretha Franklin                | 4:19       |
| 5.  | "Sittin' Up in My Room"        |                                            | Brandy                         | 4:52       |
| 6.  | "This Is How It Works"         | Babyface, Lisa Lopes                       | TLC                            | 5:00       |
| 7.  | "Not Gon' Cry"                 |                                            | Mary J. Blige                  | 4:57       |
| 8.  | "My Funny Valentine"           | Richard Rodgers, Lorenz Hart               | Chaka Khan                     | 4:06       |
| 9.  | "And I Gave My Love to You"    | Babyface, Sonja Marie                      | Sonja Marie                    | 4:48       |
| 10. | "All Night Long"               |                                            | SWV                            | 4:31       |
| 11. | "Wey U"                        |                                            | Chanté Moore                   | 4:32       |
| 12. | "My Love, Sweet Love"          |                                            | Patti LaBelle                  | 4:21       |
| 13. | "Kissing You"                  |                                            | Faith Evans                    | 3:23       |
| 14. | "Love Will Be Waiting at Home" |                                            | For Real                       | 5:59       |
| 15. | "How Could You Call Her Baby"  |                                            | Shanna                         | 5:09       |
| 16. | "Count On Me"                  | Babyface, Whitney Houston, Michael Houston | Whitney Houston và CeCe Winans | 4:26       |

Ghi chú
- Tất cả bài hát mới đều được sản xuất bởi Babyface.

## Xếp hạng
| Bảng xếp hạng (1995–1996)                 | Vị trí cao nhất |
| ----------------------------------------- | --------------- |
| Album Úc (ARIA)                           | 9               |
| Album Áo (Ö3 Austria)                     | 14              |
| Album Bỉ (Ultratop Vlaanderen)            | 33              |
| Album Bỉ (Ultratop Wallonie)              | 41              |
| Canada Top Albums/CDs (RPM)               | 3               |
| Album Đan Mạch (IFPI Danmark)             | 10              |
| Album Hà Lan (Album Top 100)              | 16              |
| Album Châu Âu (Music & Media)             | 17              |
| Album Đức (Offizielle Top 100)            | 30              |
| Album Hungaria (MAHASZ)                   | 40              |
| Album Ý (Musica e dischi)                 | 13              |
| Album Nhật Bản (Oricon)                   | 26              |
| Album New Zealand (RMNZ)                  | 16              |
| Album Na Uy (VG-lista)                    | 36              |
| Album Scotland (OCC)                      | 58              |
| Album Tây Ban Nha (PROMUSICAE)            | 9               |
| Album Thụy Điển (Sverigetopplistan)       | 20              |
| Album Thụy Sĩ (Schweizer Hitparade)       | 20              |
| Album Anh Quốc Compilation (OCC)          | 8               |
| Album Anh Quốc R&B (OCC)                  | 3               |
| Album Anh quốc Dance (Music Week)         | 3               |
| Hoa Kỳ Billboard 200                      | 1               |
| Hoa Kỳ Top R&B/Hip-Hop Albums (Billboard) | 1               |

| Bảng xếp hạng (1995)                     | Vị trí |
| ---------------------------------------- | ------ |
| Album Canada (RPM)                       | 73     |
| Album Hà Lan (Album Top 100)             | 69     |
| Bảng xếp hạng (1996)                     | Vị trí |
| Album Canada (RPM)                       | 36     |
| Album Châu Âu (Music & Media)            | 73     |
| Album Ý (Musica e dischi)                | 63     |
| Hoa Kỳ Billboard 200                     | 4      |
| Hoa Kỳ Top R&B Albums (Billboard)        | 2      |
| Hoa Kỳ Top Soundtrack Albums (Billboard) | 1      |

| Bảng xếp hạng (1990–1999) | Vị trí |
| ------------------------- | ------ |
| US Billboard 200          | 61     |

## Chứng nhận
| Quốc gia                                                                           | Chứng nhận  | Số đơn vị/doanh số chứng nhận |
| ---------------------------------------------------------------------------------- | ----------- | ----------------------------- |
| Úc (ARIA)                                                                          | Vàng        | 35.000^                       |
| Bỉ (BEA)                                                                           | Vàng        | 25.000*                       |
| Canada (Music Canada)                                                              | Bạch kim    | 100.000^                      |
| Nhật Bản (RIAJ)                                                                    | Bạch kim    | 200.000^                      |
| Anh Quốc (BPI)                                                                     | Vàng        | 100.000*                      |
| Hoa Kỳ (RIAA)                                                                      | 7× Bạch kim | 7.000.000^                    |
| Tổng hợp                                                                           |             |                               |
| Châu Âu (IFPI)                                                                     | Bạch kim    | 1.000.000*                    |
| * Chứng nhận dựa theo doanh số tiêu thụ. ^ Chứng nhận dựa theo doanh số nhập hàng. |             |                               |